# Kwajalein

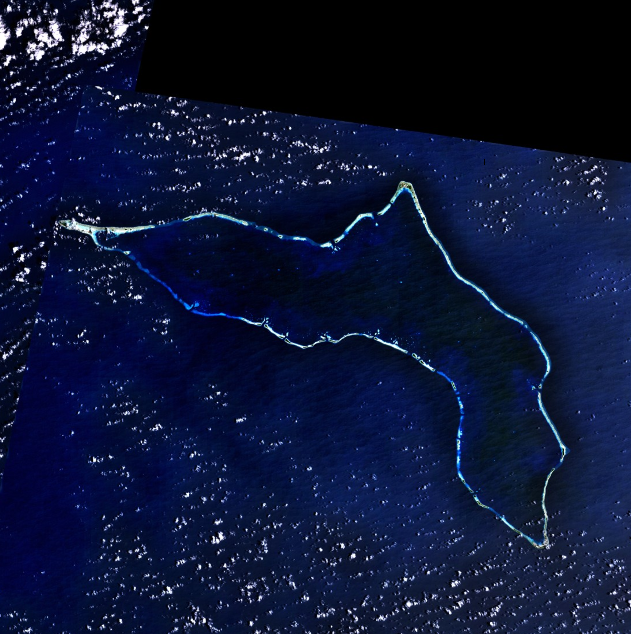
Satelitní snímek

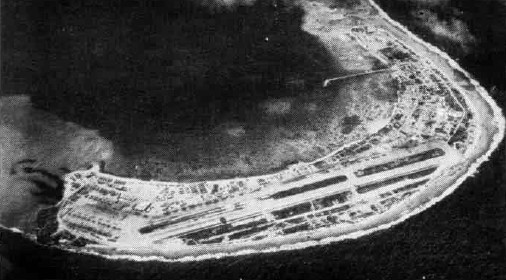
Letiště a letecká základna na Kwajalein (snímek z roku 1949)

Atol Kwajalein je atol, který je dnes součástí Marshallových ostrovů. Tvoří ho 90 ostrovů. Nejjižnější ostrov Kwajalein je zároveň největším (je zde letiště). Poloha atolu je přibližně 3 800 km jihozápadně od Honolulu.
Atol byl od první světové války až do druhé poloviny druhé světové války pod japonskou správou jež ho, v rozporu s Washingtonskou smlouvou, opevnila. Na jaře 1944 byl atol dobyt Američany a rozhodnutím Rady bezpečnosti OSN zůstal pod americkou správou. Během studené války sloužil jako pokusná střelnice americké armády. Nebyly však na něm testovány jaderné zbraně, jako například na atolech Bikini a Eniwetok, i když pro takové akce poskytoval zázemí. Od 60. let je zde zřízena americká raketová střelnice Ronald Reagan Ballistic Missile Defense Test Site. Slouží zejména k testování mezikontinentálních balistických raket a protiraketových systémů. Svá zařízení zde má také NASA.
Atol Kwajalein je i místem vesmírného výzkumu. Soukromá společnost SpaceX, od roku 2005 z kosmodromu na ostrově Omelek vypouštěla svou soukromou raketu Falcon 1. Jiná společnost z atolu od roku 2000 vynáší malé družice pomocí rakety Pegasus XL, vypouštěné za letu z upraveného letounu Lockheed L-1011.